# Estació de San Juan
San Juan va ser l'estació terminal del Ferrocarril de Circumval·lació de Puerto Rico. Originalment va funcionar en edificis provisionals de fusta dels quals va començar el servei ferroviari des de San Juan el 1892. L'estació provisional comptava amb dues vies per a serveis de passatgers i tres per a càrregues, accés als molls i una taula giratòria per al canvi i viratge de locomotores. També comptava amb servei de telègraf. Al desembre de 1894, la Companyia de Ferrocarrils de Puerto Rico no havia aconseguit aixecar una estructura permanent per a l'estació, encara que això figurava en els requisits de la concessió que se li havia atorgat en 1888.
L'estació definitiva va ser construïda per la American Railroad Co. of Puerto Rico el 1913 i va complir amb el seu rol de terminal fins que l'últim tren de passatgers va abandonar les seves vies el 20 de setembre de 1953. Des de llavors en endavant, els serveis ferroviaris, únicament de càrregues, van partir des de l'estació Bayamón. Va ser demolida amb posterioritat al 1967.